# Georg Braun (cartographe)
Pour les articles homonymes, voir Braun et Georg Braun.

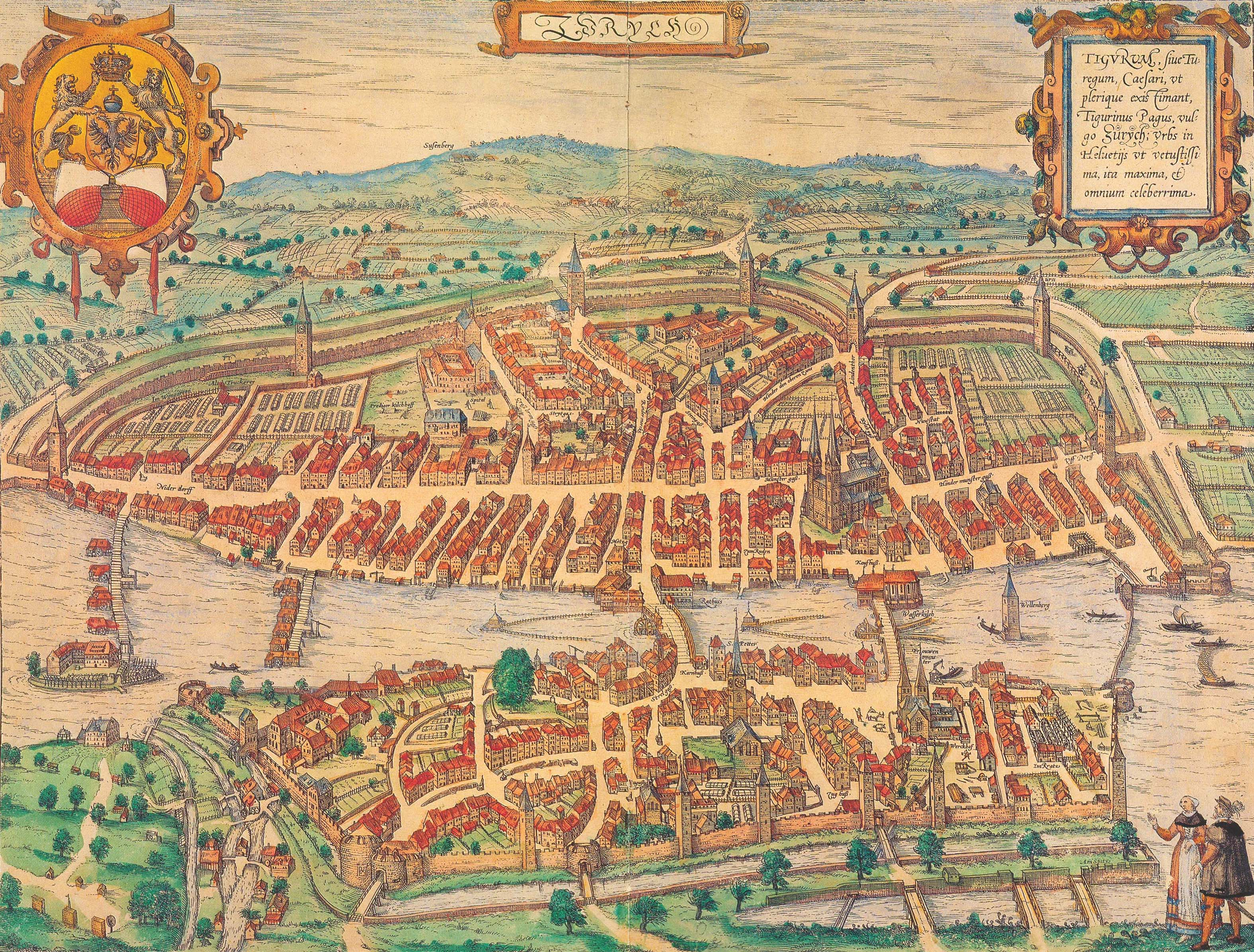
Une gravure "perspective à vol d'oiseau" de Zurich (1581) publiée par Georg Braun et Franz Hogenberg.

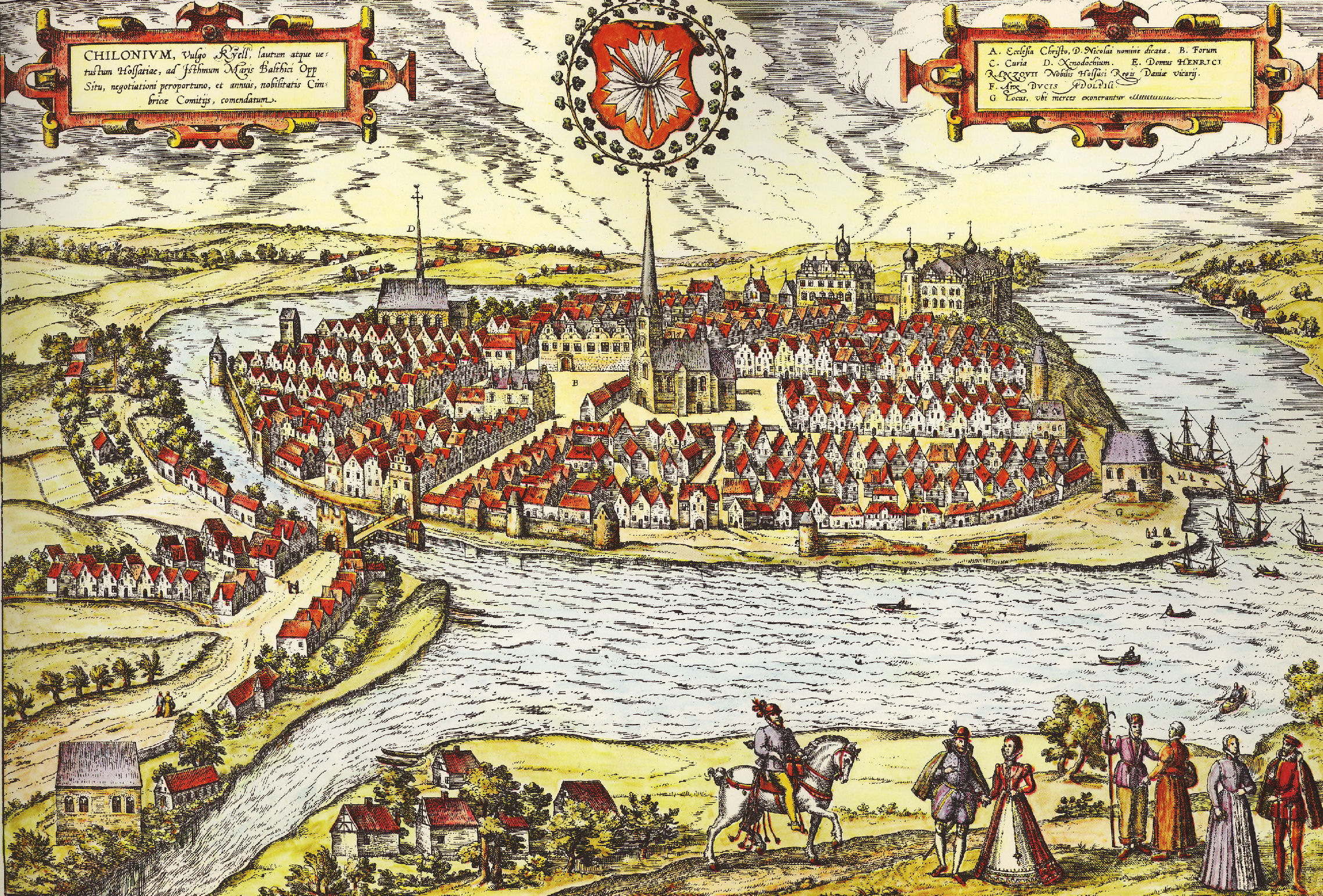
Kiel en 1588.

Georg Braun (également Brunus ou Bruin), né à Cologne en 1541 et y décédé le 10 mars 1622, était un topo-géographe et cartographe allemand.

## Biographie
Georg Braun était principalement un ecclésiastique catholique. Durant trente-sept ans il fut chanoine et doyen à l'église St. Maria ad Gradus de Cologne.

## Civitates orbis terrarum
De 1572 à 1617 il édita le Civitates orbis terrarum, composé de 546 perspectives, vues à vol d'oiseau et cartes de villes du monde entier. Il commença le travail avec Frans Hogenberg mais fut le principal éditeur de l'ouvrage. Il fit l'acquisition des plaques, il engagea des artistes et écrivit les textes.  Il mourut octogénaire en 1622, unique témoin survivant de l'équipe originale de la publication du volume VI en 1617.
Son œuvre en six volumes fut inspirée de Cosmographia de Sebastian Münster.  De forme et de présentation il ressemble au Theatrum Orbis Terrarum de Abraham Ortelius. Ortelius était intéressé par l'édition d'un ouvrage compagnon pour le Theatrum.
La publication de Braun créa des nouveaux standards en cartographie pendant plus de 100 ans.
Frans Hogenberg grava les plaques de cuivre pour les volumes I à IV, Simon van den Neuwel créa celles pour les volumes V et VI.  Georg Hoefnagel, le cartographe Daniel Freese et Heinrich Rantzau contribuèrent également à la réalisation du Civitates orbis terrarum. Des œuvres de Jacob van Deventer, Sebastian Münster, et Johannes Stumpf furent utilisées.  L'ouvrage reprend principalement des cartes de nombreuses villes européennes bien que l'on retrouve Casablanca et Mexico reprises dans le volume I.

## Informations complémentaires

### Sources
- (en) Cet article est partiellement ou en totalité issu de l’article de Wikipédia en anglais intitulé « Georg Braun » (voir la liste des auteurs).

- James Elliot (1987), The City in Maps: Urban Mapping to 1900, British Library London,  (ISBN 0-7123-0134-8)
- Ronald Vere Tooley (1979), Tooley's Dictionary of Mapmakers,  (ISBN 0-8451-1701-7)
- Leo Bagrow, Abraham Ortelius: A. Ortelii Catalogus Cartographorum, J. Perthes (1928)